# Emilio Lozoya Thalmann
Emilio José Lozoya Thalmann (Ciudad de México, 15 de mayo de 1948) es un economista y político mexicano, miembro del Partido Revolucionario Institucional. Fue director general del ISSSTE de 1988 a 1993 y secretario de Energía de 1993 a 1994 durante el gobierno de Carlos Salinas de Gortari.

## Vida
Se licenció en Economía en la Universidad Nacional Autónoma de México el 30 de junio de 1970 y cursó estudios de posgrado en los Estados Unidos: una maestría en Administración de Empresas de la Universidad de Columbia y otra en Administración Pública de la Universidad de Harvard. Fue amigo y compañero de la Facultad de Economía de la UNAM, del propio Carlos Salinas de Gortari, junto con Manuel Camacho Solís, José Francisco Ruiz Massieu, Alberto Anaya y Hugo Andrés Araujo. Era Tesorero General del Instituto Mexicano del Seguro Social (IMSS), y después, durante la administración de Miguel de la Madrid Hurtado, Subsecretario de Previsión Social en la Secretaría del Trabajo y Previsión Social. Hizo un viaje de estudio por varios meses a China y escribió varios artículos acerca de sus experiencias. 
Al iniciar su gobierno en 1988, Salinas lo nombró director general del Instituto de Seguridad y Servicios Sociales de los Trabajadores del Estado (ISSSTE), cargo que ocupó hasta 1993, cuando fue designado secretario de Energía, Minas e Industria Paraestatal, cargo en el cual concluyó el sexenio.
Emilio Lozoya Thalmann es hijo del doctor y general Jesús Lozoya Solís, un importante cirujano pediatra, político, militar y empresario mexicano, quien durante algún tiempo fungió como gobernador interino del Estado de Chihuahua.
Su hijo Emilio Lozoya Austin fue detenido en Málaga, España; el 12 de febrero de 2020 acusado de operaciones con recursos que presuntamente no proceden de actividades lícitas.